# Тина (рассказ)
«Тина» — рассказ А. П. Чехова. Написан в 1886 году, впервые напечатан в газете «Новое время» № 3832 29 октября 1886 года.

## История
Рассказ «Тина» состоит из двух частей. Написан А. П. Чеховым в 1886 году, впервые напечатан в газете «Новое время» № 3832 29 октября 1886 года за подписью: Ан. Чехов. В 1888 году рассказ с авторскими правками был напечатал в сборнике «Рассказы». Более значительные изменения были сделаны при подготовке рассказа для собрания сочинений А. П. Чехова, издаваемого А. Ф. Марксом.
При жизни Чехова рассказ был переведён на немецкий, словацкий и французский языки.

## Сюжет
В рассказе описывается визит поручика Сокольского в дом водочного завода «наследников М. Е. Ротштейн», к Сусанне Моисеевне Ротштейн, еврейской владелице водочного завода, по поводу её долгов в две тысячи триста рублей. Сусанна соблазняет поручика и забирает долговые расписки. Другим действующим лицом рассказа является двоюродный брат поручика, Алексей Иванович Крюков, который поведал Сокольскому историю с векселями.

## Анализ и критика
Высказывалось предположение, что описание еврейской соблазнительницы, Сусанны Ротштейн, было сделано писателем под влиянием его бурных отношений с бывшей невестой Дуней Эфрос. С еврейкой Дуней Эфрос он расстался, но остался в хороших отношениях. На ней женился его друг, еврейский юрист и издатель Ефим Коновицер. После революции Дуня Эфрос эмигрировала во Францию. В 1943 году, в возрасте 82 лет, её депортировали из парижского дома для престарелых в Треблинку, где она погибла.
Образ свободолюбивой и соблазнительной владелицы винокурни Сусанны обсуждался критиками и переводчиками в прессе.
К. К. Арсеньев, рецензируя первое издание сборника «Рассказы», включил «Тину» в число рассказов, которые «не возвышаются над уровнем анекдота». В то же время П. Н. Краснов полагал, что рассказ хорошо описывает ужасающую пошлость общества, и на этом основании причислял его к такими шедеврам Чехова, как «Именины» и «Палата № 6»: «При чтении их сердце сжимается ужасом и холодом — до чего всё мелко, низко, пошло и как эта пошлость всё давит собою, охватывает, поглощает!»
Литературный критик К. П. Медведский подробно проанализировал рассказ на страницах журнала «Русский вестник». В своей рецензии К. П. Медведский отмечал: «Что же скажет читатель, пробежав рассказ? Очень мило, интересно и не без пикантности. И мы согласны с этим отзывом. Но при чём тут тина? Что было неотразимо обаятельного и чарующего в еврейке? каким волшебством отрывала она мужей от жён и женихов от невест? Г-н Чехов ничего не разъясняет. <...> Итак, возникает целый ряд соображений, которые основываются на чрезвычайно скудном фактическом и психологическом материале. Они не помогают добраться до смысла рассказа, а только более и более запутывают любознательного читателя. Чем старательнее вникает он в смысл произведения, тем труднее ему ориентироваться. В конце концов остаётся успокоиться на том заключении, что автор сам не знает внутренней подкладки происшествий, о которых рассказывает».

## Экранизация
- 1998 — новелла «Тина» в восьмой серии телесериала «Чехов и Ко». В ролях: Александр Арсентьев — поручик Сокольский; Елена Майорова —  Сусанна Моисеевна Ропштейн